# Luciana León
Luciana Milagros León Romero (Lima, 30 de junio de 1980) es una abogada y política peruana. Fue congresista de la república por el Partido Aprista Peruano en tres periodos consecutivos.

## Biografía
Nació en Lima el 30 de junio de 1980. Es hija del exministro aprista Rómulo León Alegría y de Cecilia Romero. 
Realizó sus estudios escolares en el Colegio Villa María de la ciudad de Lima. 
Ingresó a la Facultad de Derecho de la Universidad de Lima, en donde se graduó en 2002, y obtuvo el título de abogada en 2003. Posteriormente, obtuvo una maestría en Gobernabilidad y Políticas Públicas en el Instituto de Gobierno de la Universidad San Martín de Porres (julio de 2005).
Trabajó como asesora técnica legal de la Dirección General de Circulación Terrestre del Ministerio de Transportes y Comunicaciones. 

## Vida política
Se desempeñó dos años como asesora técnica legal en el Congreso de la República, en la Comisión de la Mujer y Desarrollo Humano, al lado de Mercedes Cabanillas. Así como en la segunda vicepresidencia, en el área de investigación, planificación y desarrollo de propuestas legislativas y estudios legales.

### Congresista (2006-2016)
En las elecciones generales de 2006, decidió postular al Congreso de la República por el Partido Aprista Peruano y logró ser elegida con 65 339 votos para el periodo parlamentario 2006-2011.
Fue la congresista electa más joven en el período 2006-2011, por lo que junto con Carlos Torres Caro (el más votado del partido con más votos) y Martha Hildebrandt (la de mayor edad) fueron los encargados de juramentar a los nuevos congresistas.
En su mandato legislativo, de 2006 a 2011, León integró las comisiones de Comercio Exterior y Turismo, Educación, Defensa del Consumidor, Transportes y Comunicaciones, Mujer y Economía. Fue vicepresidenta de la Comisión de Comercio Exterior y Turismo de 2007 a 2008 y de 2009 a 2011 y vicepresidenta de la Comisión de Educación de 2008 a 2009.
Al culminar su mandato, León postuló a la reelección en las elecciones generales de 2011 y logró tener éxito para un segundo mandato congresal.
León fue presidenta de la Comisión de Comercio Exterior desde 2011 hasta 2013. Integró también las comisiones de Educación, Juventud y Deporte, Transportes y Comunicaciones, Mujer y Familia y Cultura.

### Congresista (2016-2020)
Para las elecciones generales de 2016, postuló nuevamente al parlamento como miembro de la Alianza Popular (coalición entre el Partido Aprista Peruano, el Partido Popular Cristiano y Vamos Perú) que tenía de candidato presidencial a Alan García para un tercer mandato presidencial. León resultó elegida por tercera vez para otro periodo parlamentario desde julio de 2016 hasta julio de 2021.
En el año legislativo 2016-2017, fue elegida como tercera vicepresidenta del Congreso de la República tras la renuncia del aprista Elías Rodríguez. De la misma manera, fue presidenta de la Comisión de Defensa Nacional y miembro de las comisiones de Transportes y Comunicaciones, Mujer y Familia.
En el año legislativo 2017-2018, fue miembro de las comisiones de Transportes y Comunicaciones y Defensa.
Para el año legislativo 2018-2019, se desempeñó como presidenta de la Comisión de Levantamiento de Inmunidad Parlamentaria y miembro de las comisiones de Defensa del Consumidor y Organismos Reguladores y Transportes y Comunicaciones.
En el periodo 2019-2020, fue elegida como portavoz de la Célula Parlamentaria Aprista y como miembro de la Comisión Permanente y del Consejo Directivo.
Después de la disolución del Congreso, en septiembre de 2019, León continuaba en sus funciones congresales debido a que integraba la Comisión Permanente del Congreso de la República, la cual es indisoluble.

### Leyes promovidas
León ha promovido con éxito leyes sobre diversos aspectos. Entre ellas cabe resaltar la ley del concejal joven (Ley 28869), la ley general del voluntariado (Ley 29094), la ley del libro (Ley 29165) y la ley que promueve los espectáculos públicos no deportivos (Ley 29168). Además promovió la eliminación de los impuestos en espectáculos. También tuvo participación en la ley de creación del Ministerio de Cultura, que incluye al mecenazgo cultural.

## Controversias

### Polémica sobre el caso de los petroaudios y lospetromails
En octubre de 2008, Luciana León se vio involucrada en el escándalo Petrogate, debido a unos correos electrónicos encontrados en el disco duro de la computadora de su padre Rómulo León, uno de los implicados en el caso. Dichos correos han sido denominados «petromails» por la prensa peruana; en ellos, se pone de manifiesto que la congresista tenía conocimiento de las actividades ilícitas de su padre, hecho que ella negara en un primer momento. La congresista se defendió e indicó que dichos correos fueron adulterados. Asimismo, presentó un informe de la Oficina de Informática del Congreso y reafirmó que no tiene vínculos directos en los negocios de su padre.
Luciana León fue citada en calidad de testigo al proceso abierto por este caso a su padre en el Poder Judicial y fue llamada por segunda vez a declarar ante la Comisión investigadora del Congreso liderada por Daniel Abugattás. En enero de 2009, la Comisión Abugattás emitió sus conclusiones finales, entre las cuales se estableció que Luciana León no estuvo implicada en el caso del Petrogate.
En octubre de 2014, la Fiscalía de la Nación y la Comisión de Ética del Parlamento abrieron investigaciones preliminares contra León, por el presunto delito de enriquecimiento ilícito.

### Caso los Intocables Ediles
El 22 de octubre de 2019, el Ministerio Público, en coordinación con la Policía Nacional del Perú, realizaron allanamientos simultáneos a las casas de Luciana León y de su hermano Rómulo, así como su despacho y la casa de su asesora Betsy Cecil Matos Franco. Esto en el marco de una investigación seguida contra la organización criminal los Intocables Ediles, donde Luciana era acusada de cobrar cupos en el distrito de La Victoria. La investigación señala que León habría gestionado ante el Ministerio de Economía y Finanzas la inclusión de la Municipalidad de La Victoria, en el concurso convocado por el Fondo de Promoción a la Inversión Pública Regional, entre marzo y junio de 2017. A cambio de la contratación de su hermano Rómulo por parte del dirigente de la banda delictiva, Álex Peña. Por estas influencias, además, habría recibido entre quince mil y veinte mil soles.
Luciana León es sindicada como el «brazo legal y político» de los Intocables Ediles. La Sala Penal Especial de la Corte Suprema declaró infundado el recurso de apelación interpuesto por la excongresista aprista Luciana León contra la orden de allanamiento a su vivienda.
El 31 de enero de 2020, el Poder Judicial aceptó el pedido de la fiscal de la nación y ordenó impedimento de salida del país por 36 meses en contra de León Romero por este caso.

## Publicaciones
- Acuerdos comerciales del Perú (2013)

## Reconocimientos
- Medalla Ejército del Perú, Ejército del Perú (2010)